# Gympl
Pour plus de détails, voir Fiche technique et Distribution.
Gympl est un film tchèque de comédie réalisé par Tomáš Vorel, sorti en 2007. 

## Fiche technique
(source : IMDb)
- Titre: Gympl
- Réalisation : Tomáš Vorel
- Scénario : Tomas Houska
- Direction artistique : Petr Fort
- Costumes : Iveta Trmalova
- Photographie : Marek Jicha
- Musique : Tomáš Matonoha, Wich
- Montage : Marek Jicha et Tomáš Vorel
- Producteur : Tomáš Vorel
- Sociétés de production : Ceská Televize - Vorel Film
- Pays d'origine : République tchèque
- Langue : Tchèque
- Format : Couleur - Son : Dolby digital
- Genre : comédie
- Durée : 105 min.
- Date de sortie :  République tchèque - 27 septembre 2007

## Distribution
- Tomás Vorel Jr. - Petr Kocourek
- Jiří Mádl - Michal Kolman
- Eva Holubová - Headmistress Mirka
- Tomás Matonoha  : Tomás
- Lenka Juroskova : Klára Krumbachová
- Martina Procházková : Pavla Malirova
- Zuzana Bydžovská : Petr's mother
- Jirí Schmitzer : Karel
- Milan Steindler : Milan
- Martin Zbrozek  : le professeur de gym
- Tomáš Hanák : le père de Pavla
- Tomáš Vorel
- Filip Vorel - Jindra
- Tomás Vanek - Martin
- Kamila Kikincukova - Monika

## Récompenses et distinctions
- Zuzana Bydžovská a gagné le Lion tchèque de la meilleure actrice pour son interprétation dans Gympl